# Tita Duran
Tita Duran, pseudonimo di Teresita "Tita Durán" Durango, (Cebu, 30 settembre 1928 – Manila, 27 aprile 1990), è stata un'attrice filippina.

## Biografia
Teresita "Tita Durán" Durango è stata un'attrice filippina che ha cominciato a recitare fin da bambina. Fu la prima piccola star del cinema filippino. Si sposò con Pancho Magalona, altro famoso interprete dello schermo. Il rapper Francis Magalona è nato dal loro matrimonio, l'ottavo di nove figli.

## Filmografia
- Sa paanan ng krus (1936)
- Awit ng ulila, regia di Mar I. Esmeralda (1936)
- Anak ng kadiliman, regia di Mar I. Esmeralda (1937)
- Bahaghari, regia di Don Dano (1940)